# حمد

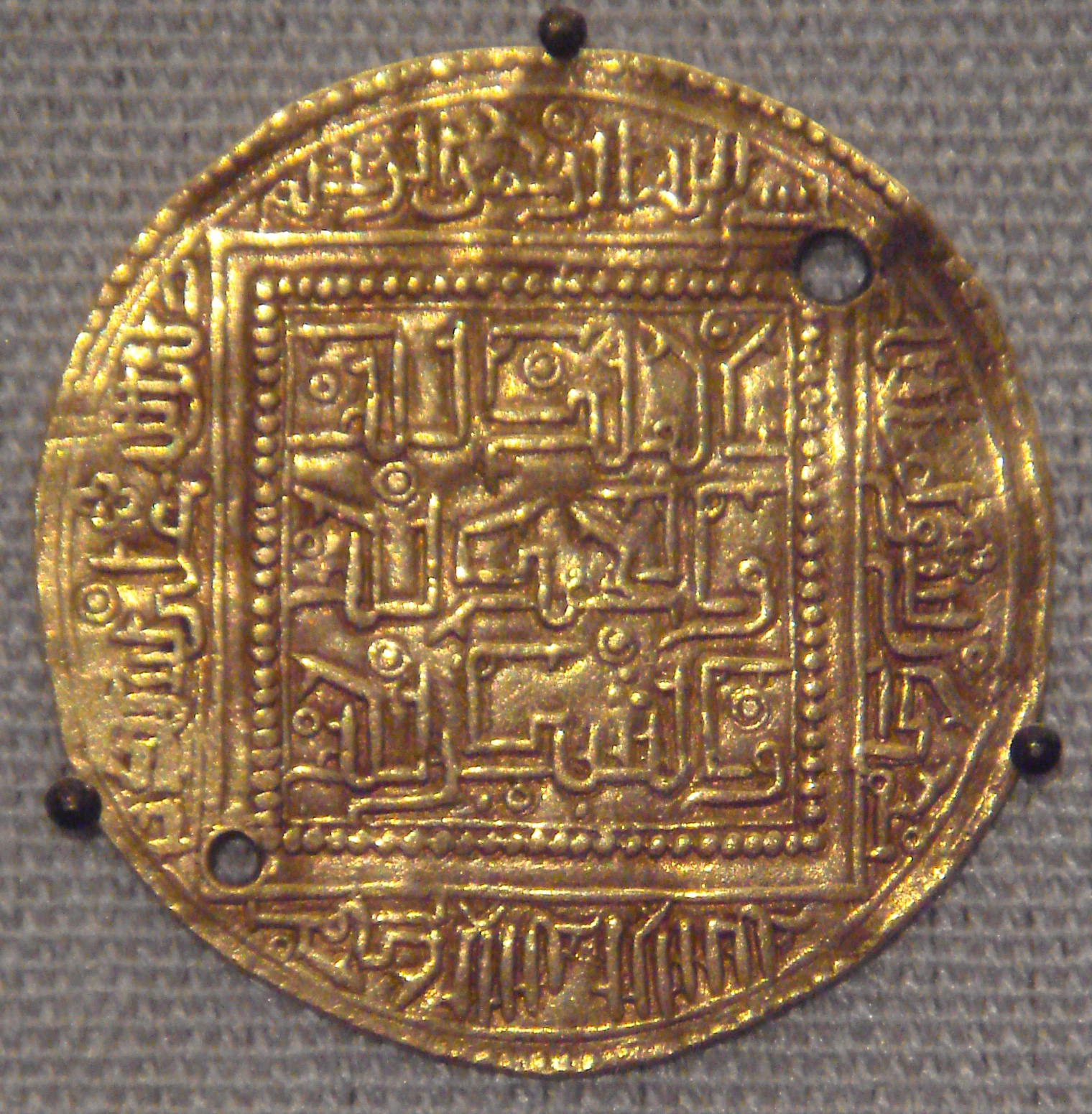
عملة من الدولة الحفصية مضروب عليها بالخط الكوفي « الملك لله والحمد لله والشكر لله »

الحمد هو الثناء على الجميل من جهة التعظيم من نعمة وغيرها.

## أقسامه

### الحالي
الحمد الحالي هو الذي يكون بحسب الروح والقلب، كالاتصاف بالكمالات العلمية والعملية، والتخلق بالأخلاق الإلهية.

### العرفي
الحمد العرفي فعل يشعر بتعظيم المنعم بسبب كونه منعما، أعم من أن يكون فعل اللسان أو الأركان.

### الفعلي
الحمد الفعلي هو الإتيان بالأعمال البدنية ابتغاء لوجه الله.

### القولي
الحمد القولي هو حمد اللسان وثناؤه على الحق بما أثنى به على نفسه على لسان أنبيائه.

### اللغوي
الحمد اللغوي هو الوصف بالجميل على جهة التعظيم والتبجيل باللسان وحده.